# Potts (Nevada)
Potts es un área no incorporada ubicada en el condado de Nye en el estado estadounidense de Nevada.

## Geografía
Potts se encuentra ubicado en las coordenadas 39°5′10″N 116°38′27″O / 39.08611, -116.64083.